# Odeleite
Odeleite ist eine Gemeinde (Freguesia) im portugiesischen Kreis (Concelho) von  Castro Marim, an der Algarve. In ihr leben 576 Einwohner (Stand 19. April 2021).

## Geschichte
Entsprechend der Geschichte des gesamten Kreises war vermutlich auch Odeleite vorgeschichtliches Siedlungsgebiet, bevor es Teil der römischen Provinz Lusitania wurde. Nach dem Einfall germanischer Stämme im 5. Jahrhundert n. Chr. eroberten die Mauren im frühen 8. Jahrhundert das Gebiet. Sie unterhielten im heutigen Odeleite eine landwirtschaftliche Produktionseinheit (Qarya). Auch der heutige Ortsname geht auf die Araber zurück, die den hier verlaufenden Fluss wdi al-laban (port.: Rio de Leite, dt.: Fluss aus Milch) nannten. Im Verlauf der Reconquista eroberte Paio Peres Correia das heutige Kreisgebiet von Castro Marim im Jahr 1242, dem König D.Afonso III. im Jahr 1277 erstmals Stadtrechte gab.
Seit dem 16. Jahrhundert ist Odeleite eine eigenständige Gemeinde und erhielt dazu ein eigenes Gotteshaus.

## Kultur und Sehenswürdigkeiten
Zu den Baudenkmälern der Gemeinde zählen verschiedene Windmühlen, der Friedhof, und die dreischiffige Gemeindekirche Igreja Paroquial de Odeleite (auch Igreja de Nossa Senhora da Visitação) aus dem 16. Jahrhundert. Auch der historische Ortskern von Odeleite als Ganzes steht unter Denkmalschutz.
Die archäologischen Ausgrabungen Alcarias de Odeleite spüren dem hier ab dem 8. Jahrhundert angelegten landwirtschaftlichen Produktionsort  (Qarya) der Araber nach.
Auf einer Anhöhe ist ein Aussichtspunkt (Miradouro) eingerichtet, der einen weiten Blick über das Umland freigibt, u. a. auf die nahen Stauseen Odeleite und Beliche.
Mit der Casa de Odeleite ist im Juni 2012 ein Heimatmuseum eröffnet worden, dem Einrichtungen des Turismo rural folgen sollen.